# Karl-Åke Christensson
Karl-Åke Christensson, född 1948 på Styrsö i Göteborgs södra skärgård, död 2012, var en svensk konstnär.
Han var son till fiskaren Bertil Christensson och provade tillsammans med sin far på arbetet som fiskare. Efter provtiden arbetade han som murar- och målarlärling. Christensson studerade en tid vid Hovedskous målarskola i Göteborg under 1983 innan han avbröt studierna. Han debuterade med en separat utställning på Galleri Börjeson i Göteborg, och det blev starten för hans konstnärskarriär. Han medverkade därefter i ett flertal separat- och samlingsutställningar i Sverige och Norge. Hans konst består av stilleben, porträtt och naturbilder i realistisk stil. Bland porträtten märks de av grevinnan H. Moltke och hennes man, Mille Marie Treskow och Stein Erik Hagen.